# Castrillón
Castrillón è un comune spagnolo situato nella comunità autonoma delle Asturie. Il suo territorio si estende dalla costa ai primi rilievi della catena cantabrica. Il comune è costituito da diverse località fra le quali si distingue Salinas, una delle più belle spiagge asturiane. Il capoluogo è Pedras Blancas.
La sua economia si basa sulla industria e sul turismo, di minore importanza, anche se presenti, l'agricoltura e l'allevamento del bestiame.

## Storia
Certamente l'uomo fu già presente nella zona nel Paleolitico come attestano i diversi ritrovamenti archeologici. L'esistenza di resti di piccoli centri urbani testimoniano la presenza di insediamenti stabili in epoca protostorica. Mentre non esistono resti della dominazione romana, numerosi sono i resti del periodo di civiltà castrense. Utilizzando uno di questi castra posto sull'alta rupe di Raices, Alfonso III nel X secolo vi fece costruire a protezione della ria de Avilés, un castello che prese il nome di Castellum Gauzone e la regione circostante si chiamò in seguito Gozon. In questo castello si stabilì un laboratorio di oreficeria il cui prodotto più famoso fu nel 908 la Cruz de la Victoria che fu poi emblema della monarchia asturiana ed anche oggi simbolo della regione del Principato delle Asturie. La croce ha un'iscrizione che recita: El operatum est in castello Gauzon. La circoscrizione di Gozon in questa epoca godeva di una agricoltura e un allevamento del bestiame considerati floridi e ciò suscitò le mire sul territorio dei nobili feudali e della Chiesa di Oviedo che vi possedeva già alcune terre. Nel 1131 dominava la zona il conte Gonzalo Pelaez, che risiedeva nel castello di Gozon e si ribellò più volte alla monarchia provocando l'intervento delle truppe di Alfonso VII che s'impossessarono del castello che il re poi donò negli ultimi anni del secolo alla moglie Berenguela.
Nel 1309 re Ferdinando IV assegnò ad Avilés il mandamento (alfoz) di Gozon, comprendente Castrillon, che restò poi sempre legata ad Avilés nei secoli successivi fino al XIX secolo. Nel 1329 il castello passò in proprietà all'asturiano Rodrigo Alvarez e, alla sua morte, ad Enrico di Trastamara. Nel 1413 i monaci francescani s'insediarono ai piedi della rupe di Raices in un eremitorio che divenne in seguito un Monastero con la chiesa di Santa Maria de Raices.
Nel 1483 il castello venne occupato dai mercenari di Valladolid.
Nei primi anni del XIX secolo Castrillon, non sopportando più la dipendenza che per tanti anni l'aveva legata ad Avilés, volle emanciparsi; le trattative durarono a lungo con le due località su posizioni diverse ma alla fine nel 1816 Castrillon ottenne l'indipendenza. Il 1833 fu un anno cruciale per la vita e l'economia di Castrillon perché la Real Compañia Asturiana de minas si stabilì nella località di Arnao estraendo carbon fossile da una miniera sottomarina. Nel 1853 si stabilì ad Arnao l'impresa Asturiana de Zinc per produrre zinco e derivati. La fabbrica di Arnao, paese che intanto era cresciuto sia per abitanti che per numero di abitazioni, fu collegata con un tunnel alla ria de Avilés.
Nel 1915 la miniera di carbone ormai esaurita fu abbandonata ma Castrillon non subì danni perché nel frattempo la Asturiana du zinc costruì a San Juan de la Nieva il più grande complesso industriale del mondo per la produzione dello zinco e dei suoi derivati.
Dal 1916 a Salinas si costruì il balneario e questa bella località divenne una delle perle della Costa Verde.

## Monumenti e luoghi d'interesse
- Iglesia de San Martin de Lespra chiesa del XVIII secolo.
- iglesia de San Adriano dello stesso secolo.
- Iglesia de San Romano pure del XVIII secolo.
- Iglesia de san Cipriano del XVII secolo.
- Iglesia de san Miguel del XVIII secolo.
- Capilla del Cristo a Las Barsanas del XVIII secolo.
- Casona Aurora con cappella della fine del XIX secolo e inizio del XX sita ad Arnao.
- Museo de Anclas Philippe Cousteau, all'aperto in bella posizione panoramica.
- Gruta de Arbedales, grotta ricca di formazioni di stalattiti e stalagmiti.
- Playas' le numerose spiagge dove, oltre alla balneazione, si possono esercitare gli sport marini come surf, windsurf, beach volley e tuffi dagli scogli.

## Dintorni
A 8 km Avilés città industriale e porto.
A 18 km El Pino col Palacio de Selgas ricco di arazzi, porcellane, mobili dei secoli XVII-XVII e una ricca pinacoteca con quadri di El Greco, Bruegel, Van Dick, Goya.
A 29 km Cudillero bel borgo di pescatori.
A 30 km Gijón, grande porto commerciale, centro industriale ed anche centro balneare e turistico invernale.

## Feste
- Las Barzanas a Pedras Blancas nei giorni dal 24 al 27 maggio. Festa notturna che segna l'inizio delle feste estive con musica, balli e attrazioni varie. Non mancano le bevute della sidra (sidro), vino a bassissima gradazione alcolica (4°-5°) ottenuto dalla fermentazione delle mele, di consumo e produzione tradizionali nelle Asturie.
- La Jra nella località di Pulide il 25 e 26 giugno.
- Fiestas de Santiago del Montedal 21 al 25 luglio e il 14 e 15 settembre.
- Feria Comarcal del campo, a Castrillon in aprile.
- San Isidro, festa in aprile a naveces.
- Esposición de ganado, esposizione di animali d'allevamento che si svolge a Pedras Blancas in maggio in occasione della festa di San Isidro e del Festival del Campo.
- Fiestas de Pedras Blancas che si effettuano dall'1 al 4 luglio.
- Fietas del Carmen e  Festival de la Cerveza, a Salinas dall'11 al 14 agosto.